# 重庆市涪陵实验中学校
涪陵实验中学全称为重庆市涪陵实验中学校，建立于1991年，坐落在重庆市涪陵区兴华西路，是重庆市首批重点中学之一。

## 历史沿革
- 1991年3月，四川省教委批准建立四川省涪陵市实验中学校[2]

- 1996年12月，经四川省教委批准升级为四川省重点中学[3]。
- 1998年11月，更名为重庆市涪陵实验中学校。
- 1999年12月，重庆市人民政府重新确认为首批市级重点中学[4]。

## 教育情况
- 学生：7215人
- 教职工：有教职工312人。

## 友好学校
- 2010年5月，与美国蒙特克莱尔市高中结为友好学校[5]。